# Saboteur (film)
Saboteur is een Amerikaanse film uit 1942 van regisseur Alfred Hitchcock. De hoofdrollen worden vertolkt door Robert Cummings, Priscilla Lane en Otto Kruger.
De film dient niet te worden verward met Hitchcocks eerder film Sabotage.

## Verhaal
Tijdens de Tweede Wereldoorlog ziet Barry Kane, een vliegtuigmonteur uit Los Angeles, samen met zijn beste vriend hoe er een brand ontstaat op hun werkplaats. Barry geeft de brandblusser die hij van een zekere Frank Fry kreeg aan zijn vriend. Wat Barry niet weet, is dat de brandblusser gesaboteerd is. Barry's vriend komt in de brand om het leven.
Barry krijgt niet lang de tijd om te rouwen want de politie is naar hem op zoek. Hij wordt ervan verdacht de vliegtuigen gesaboteerd te hebben. Barry slaat op de vlucht en gaat op zoek naar de echte dader. Zijn enige hoop is Frank Fry vinden.
Tijdens zijn zoektocht ontmoet hij Philip Martin, een blinde man. Samen met diens dochter, Patricia Martin, ontdekt Barry een enorm complot. Een fascistische bende onder leiding van Charles Tobin wil de Amerikanen tegenwerken door hun vliegtuigen en boten te saboteren. Met de hulp van een groepje circusartiesten kan Barry uit de handen van de politie blijven en naar New York reizen, op zoek naar Frank Fry. In New York komt op het Vrijheidsbeeld tot een dodelijke confrontatie tussen Barry en Frank.
|                |  |                 |
| Priscilla Lane |  | Robert Cummings |

## Rolverdeling
| Acteur           | Personage                          |
| ---------------- | ---------------------------------- |
| Priscilla Lane   | Patricia 'Pat' Martin              |
| Robert Cummings  | Barry Kane                         |
| Otto Kruger      | Charles Tobin                      |
| Alan Baxter      | Freeman                            |
| Clem Bevans      | Neilson                            |
| Norman Lloyd     | Frank Fry                          |
| Alma Kruger      | Mrs. Sutton                        |
| Vaughan Glaser   | Phillip Martin (as Vaughan Glazer) |
| Dorothy Peterson | Mrs. Mason                         |

Hitchcock’s cameo bevindt zich op ongeveer een uur na aanvang van de film. Hij staat voor een kiosk waar de auto van de saboteur langsrijdt.

## Achtergrond

### Productie
Hitchcock stond onder contract bij David O. Selznick, dus moest hij eerst toestemming aan hem vragen om de film te mogen maken. Selznick stemde toe en wees John Houseman toe aan het project om een oogje te houden op de voortgang. Val Lewton, Selznick dwong Hitchcock echter wel het script eerst aan te bieden bij andere filmstudio’s, wat voor de nodige spanning tussen de twee heren zorgde. Universal kocht het script uiteindelijk, maar gaf Hitchcock een kleiner budget dan waar hij op had gehoopt. Alfred Hitchcock wilde oorspronkelijk Gary Cooper voor de rol van Barry Kane en Harry Carey als schurk, maar vanwege het lage budget kon hij hen niet inhuren.
De productie van de film begon minder dan twee weken na de aanval op Pearl Harbor. Hitchcock maakte volop gebruik van locatiebeeldmateriaal, vooral van New York. Hij gebruikte speciale, lange lenzen om van veraf te kunnen filmen.
Hitchcock besloot om de climax niet van achtergrondmuziek te voorzien, maar de actie het verhaal te laten vertellen. De scène maakt onder andere gebruik van visuele effecten die hun tijd ver vooruit waren, zoals voor het moment dat Lloyd van het vrijheidsbeeld lijkt te vallen.

### Feiten
- Deze film is het debuut van acteur Norman Lloyd.
- Op het einde van de film is niet het Engelse "The End" te lezen, maar het Europese "Finis".
- Ook acteur Joel McCrea was een optie voor de rol van Barry Kane. McCrea en Hitchcock werkten eerder al samen aan de film Foreign Correspondent (1940). Uiteindelijk ging de rol naar Robert Cummings omdat McCrea andere plannen had.
- In de film is onder andere de USS Lafayette te zien. Van dit schip werd werkelijk gedacht dat de Duitsers het hadden gesaboteerd.[4] De marine was dan ook niet blij dat Hitchcock dit in zijn film benadrukte.
- De groep saboteurs in deze film is gebaseerd op de in die tijd bestaande beweging America First. Dit was een beweging die Amerika ten koste van alles uit de Tweede Wereldoorlog wilde houden.

### Ontvangst
Hoewel in Saboteur vooral b-film acteurs speelden, deed de film het goed qua kaartverkoop. De reacties van recensenten waren ook gunstig, waaronder die van Bosley Crowther van The New York Times en Time.

## Prijzen en nominaties
Bij de dvd-uitgave van de film in 2005, werd de film genomineerd voor een Satellite Award in de categorie “Outstanding Classic DVD”.